# Camelocerambyx singularis
Camelocerambyx singularis là một loài bọ cánh cứng trong họ Cerambycidae.